# Henri Lecomte (botaniste)
Pour les articles homonymes, voir Lecomte, Henri Lecomte et Paul Lecomte (homonymie).
Paul Henri Lecomte est un botaniste français, né le 8 janvier 1856 à Saint-Nabord et mort le 12 juin 1934 à Paris.

## Biographie
Lecomte entre à l'École normale des Vosges et devient instituteur à Xertigny puis à Épinal. Après avoir obtenu son baccalauréat, il devient répétiteur à Chaumont et à Nancy. En 1881, il obtient une licence ès sciences naturelles et en sciences politiques. Il obtient l'agrégation de sciences naturelles en 1884 et devient professeur au lycée Saint-Louis de Paris.
En plus de ses fonctions, il fréquente le laboratoire de botanique du Muséum national d'histoire naturelle dirigé par Philippe Van Tieghem (1839-1914). Il obtient un titre de docteur en 1889 et participe à des missions scientifiques en Afrique du Nord, en Égypte, aux Antilles, en Guyane et en Indochine.
Après avoir travaillé au Muséum comme bénévole, il obtient la chaire des phanérogames au Muséum national d'histoire naturelle en 1906 en succédant à Édouard Bureau (1830-1918). Il devient membre de l’Académie des sciences en 1917. Il est l’auteur de Les bois d’Indochine et Les bois de Madagascar (1907). Avec d'autres, il est l'auteur d'une Flore générale de l'Indo-Chine et de Madagascar : les bois de la forêt d'Analamazaotra Paris, A. Challamel, 1922
Il est président de la Société botanique de France en 1910. Il prend sa retraite en 1931.
Basse-sur-le-Rupt (Vosges), a inauguré un monument à la gloire de son savant, Paul Henri Lecomte.

## Distinctions
- Officier de la Légion d'honneur

## Publications

### En ligne
- Les bois de l'Indochine, avec un appendice sur les caractères généraux de la forêt indochinoise par H. Guibier, Agence économique de l'Indochine, 1925-1926
- Les arbres à gutta-percha, leur culture : mission relative à l'acclimatation de ces arbres aux Antilles et à la Guyane, Paris, Georges Carré et C. Naud, 1899
- (avec C. Chalot) Le cacaoyer et sa culture, Paris, G. Carré et C. Naud, 1897
- Les bois coloniaux, Paris, A. Colin, 1923